# خانه موسوی (مشهد، خیابان نواب صفوی)
خانهٔ موسوی؛ نام خانه‌ای تاریخی مربوط به دورهٔ پهلوی اول است و در شهرستان مشهد، شهر مشهد، خیابان نواب صفوی، بلوار وحدت، وحدت ۲۱، کوچهٔ کشمیری‌ها، پلاک ۷ واقع شده و این اثر در تاریخ ۲۵ مرداد ۱۳۸۴ با شمارهٔ ثبت ۱۳۳۷۲ به‌عنوان یکی از آثار ملی ایران به ثبت رسیده‌است.